# Thomas Lepeltier
Pour les articles homonymes, voir Lepeltier.
Thomas Lepeltier est un essayiste français spécialiste d'histoire et philosophie des sciences et d'éthique appliquée, connu en particulier pour ses contributions dans le domaine du droit des animaux.
Il est l'auteur de plusieurs ouvrages philosophiques sur la question animale tels que L'imposture intellectuelle des carnivores, et de livres d'histoire des sciences tels que Darwin hérétique et Univers parallèles. Connu initialement en tant qu'historien des sciences, il intervient dorénavant surtout dans les médias français en défense de l'animalisme.

## Biographie
Cette section est promotionnelle ou publicitaire (février 2025). Considérez son contenu avec précaution et/ou discutez-en.
Docteur en astrophysique, puis chercheur en histoire[réf. nécessaire] et philosophie des sciences[réf. nécessaire], Thomas Lepeltier est l'auteur de nombreux livres traitant de l'histoire du darwinisme et de l'opposition créationniste. Son travail lui donne une première visibilité médiatique autour de 2010,. Que le sujet soit la cosmologie, ou le créationnisme,, les critiques négatives (auxquelles l'auteur s'attache à répondre,) lui reprochent une certaine sympathie pour les théories remettant en question les positions scientifiques majoritaires. Thomas Lepeltier explique cet intérêt particulier pour les positions minoritaires, même réfutées scientifiquement, par l'incitation à la réflexion qu'elles entrainent. 
Thomas Lepeltier a commencé à s'intéresser à la question animale à la suite de la lecture du livre de Charles Patterson, Un Éternel Treblinka, dont il a écrit un compte rendu positif pour le magazine Sciences Humaines. Reconnaissant la valeur des arguments en faveur du végétalisme, il souhaite cependant s'assurer qu'il n'existe pas de contre-arguments solides et entame des recherches personnelles sur le sujet. Ce travail de revue de la littérature sur le sujet l'amène non seulement à devenir végétalien par souci de cohérence et de justice, mais aussi à faire part de ses réflexions aussi bien à son entourage qu'à un public plus large. Ses ouvrages s'attachent à aborder la question animale avec rigueur scientifique, en mélangeant l'approche historique à l'approche logique. Son expertise universitaire sur l'éthique animale a été reconnue par sa nomination comme « Associate Fellow » du « Oxford Centre for Animal Ethics ».
Thomas Lepeltier a été appelé à débattre à plusieurs reprises sur des plateaux de télévision, à la radio ou par tribunes interposées,, face à des défenseurs de l'exploitation animale. Auteur de plusieurs ouvrages s'attachant à déconstruire les discours justifiant l'utilisation des animaux, il mobilise en ces occasions une grande diversité d'arguments issus des trois courants majeurs de l'éthique normative, qu'il s'agisse de rappeler la définition du spécisme d'après Singer, que les théories du contrat moral n'imposent pas (à l'exemple des bébés) de pouvoir respecter des devoirs pour avoir des droits, ou encore qu'il est cruel de priver des animaux de leur vie pour satisfaire ses papilles gustatives.
Après avoir adhéré au Parti animaliste, il en est le candidat aux élections législatives de 2022 dans la troisième circonscription des Français établis hors de France (nord de l'Europe). Il obtient 1,4 % des suffrages exprimés.

## Philosophie
La pensée de Thomas Lepeltier est antispéciste. Il considère que l'espèce à laquelle appartient un être vivant n'est pas en soi un critère de considération morale pertinent, et qu'en particulier le simple fait d'appartenir à une espèce particulière ne peut justifier à lui seul qu'un animal puisse être tué pour, par exemple, servir de repas. 
Particulièrement intéressé par l'analyse des discours des intellectuels francophones, il considère que « la plupart disent ou écrivent même n'importe quoi pour justifier leur consommation de viande, d'œufs et de produits laitiers » et que « malheureusement, dans un monde médiatique complaisant, personne ne dénonce cette mauvaise foi des professionnels, ce silence des politiques et ces inepties des intellectuels ». Thomas Lepeltier a parfois été attaqué sur sa condamnation de tout élevage (sans distinction entre élevage industriel et paysan) et son utilisation d'analogies avec l'esclavage humain ou la Shoah,.
Ce spécialiste de l'éthique appliquée s'est aussi distingué au sein du mouvement animaliste en tant que défenseur de l'interventionnisme en faveur de la réduction des souffrances des animaux sauvages. Il estime ainsi que notre absence de responsabilité dans le sort des animaux sauvages ne devrait pas nous rendre indifférents à leur sort. Nous devrions donc, selon lui, nous soucier des animaux sauvages et réfléchir à des solutions pour remédier à leurs maux.

## Publications

### Livres
La révolution antispéciste,,, paru aux Presses universitaires de France, codirigé avec Yves Bonnardel et Pierre Sigler, constitue d'après le professeur de littérature et préfacier Renan Larue « une façon de rendre justice » aux rédactrices et rédacteurs des Cahiers antispécistes dont il reprend certains articles, ceux-ci ayant pendant trente ans « pensé en marge du monde universitaire » et s'étant « souvent heurté à sa complète indifférence ». Le tiers des chapitres de l'ouvrage constituent de fait les premières publications à compte d'éditeur de David Olivier, auteur indépendant prolifique et initiateur du mouvement antispéciste en France aux côtés de Yves Bonnardel en 1985.
L'imposture intellectuelle des carnivores prend à revers les déclarations d'une demi-douzaine d'intellectuels et de journalistes pour en dénoncer les incohérences. Bien que la plupart d'entre eux condamnent les pires sévices engendrées par l'élevage intensif, tous avancent aussi de ce qui leur semble de « bonnes raisons » de ne pas rejeter le carnivorisme : supériorité morale de l'être humain, consentement de l'animal, reconnaissance de la cruauté inhérente à la nature, préservation d'une tradition immémoriale, excellence de la viande, etc..
Univers parallèles discute de la possibilité de l'existence d'univers parallèles d'après une interprétation de la mécanique quantique suggérant ainsi que tous les dénouements possibles d'un événement se réalisent dans autant d'univers parallèles. Thomas Lepeltier revient à partir de ces théories physiques sur d'anciens débats théologiques et philosophiques sur la pluralité des mondes et les écrits des romanciers de science fiction.
Darwin hérétique dresse un tableau historique des multiples retours du créationnisme du 17e siècle à aujourd'hui, via le mouvement américain du « dessein intelligent ». L'auteur montre qu'à chaque fois la tentation d'hybrider la science et la religion est l'occasion d'opposer à nouveau la raison et la foi, deux domaines moins étanches qu'on ne le croit. 

#### Auteur
- Faut-il sauver l'ours blanc ?, Presses Universitaires de France, 2023.
- Big bang. Histoire critique d’une idée, Gallimard, 2021
- L'univers existe-il ?, Presses Universitaires de France, 2021.
- Les véganes vont-ils prendre le pouvoir ?, Éditions du Pommier, 2019.
- L'imposture intellectuelle des carnivores, Max Milo, 2017.
- La Face cachée de l'Univers. Une autre histoire de la cosmologie, Seuil, 2014.
- La Révolution végétarienne, Éditions Sciences Humaines, 2013.
- Univers parallèles, Seuil, 2010.
- Vive le créationnisme ! Point de vue d'un évolutionniste, L'Aube, 2009.
- Darwin hérétique : L'éternel retour du créationnisme, Seuil, 2007.

#### Co-auteur
- (V)égaux : Vers un véganisme intersectionnel, Somme Toute, 2021
- Le sexe en 69 questions, Éditions Sciences Humaines, 2021
- Animal, Livre-Journal n°5 La Relève et la peste, 2020
- La pensée végane, Puf, 2020
- Les Grands penseurs de l'éducation, Éditions Sciences Humaines, 2018.
- La Philosophie, un art de vivre, Éditions Sciences Humaines, 2017.
- Les grands mythes, Éditions Sciences Humaines, 2017.
- Les religions : Des origines au IIIe millénaire, Éditions Sciences Humaines, 2017.
- Peter Singer et La libération animale, Pur, 2017.
- Révolutions animales, Les Liens qui Libèrent, 2016.
- Masculin-Féminin-Pluriel, Éditions Sciences Humaines, 2014.
- Creationism in Europe, Johns Hopkins, 2014.
- Le sexe d'hier à aujourd'hui, Éditions Sciences Humaines, 2013.
- Philosophie : Auteurs et Thèmes, Éditions Sciences Humaines, 2012.
- Cinq siècles de pensée française, Éditions Sciences Humaines, 2010.
- La bibliothèque idéale des sciences humaines, Éditions Sciences Humaines, 2008.
- Le tout et les parties dans les systèmes naturels, Vuibert, 2007.
- La Religion : Unité et diversité, Éditions Sciences Humaines, 2007.

#### Directeur de publication
- Plaidoyer pour une viande sans animal, Puf, 2021
- La Révolution antispéciste, Puf, 2018.
- Histoire et philosophie des sciences, Éditions Sciences Humaines, 2013.
- Un autre cosmos ?, Vuibert, 2012.